# Eufimi de Toledo
Eufimi (en llatí Eufimius) o Eufemi va ser un religiós hispà que va ser bisbe de Toledo entre ca. 574 i ca. 590, conegut per haver assistit al III Concili de Toledo.
Consagrat probablement a mitjan dècada de 570/580, perquè en les actes del III Concili de Toledo apareix antecedit només per Massona de Mèrida, consagrat el 573, i el segueix Leandre de Sevilla, el 579. Enrique Flórez diu que va ser perseguit pel rei Leovigild (572-86), de fe arriana, per ser catòlic i fins i tot creu que es va arribar a col·locar un bisbe arrià a Toledo, tenint en compte la importància de la ciutat comparant-ho a altres com Mèrida, de la qual es té notícia de bisbe arrià.
Durant el seu episcopat es va celebrar el III Concili de Toledo (589), que va ser el resultat de la unificació política i religiosa dels visigots i hispanoromans entorn del catolicisme, la qual va contribuir notablement a realçar la importància de Toledo a nivell civil i eclesiàstic. Hi va assistir i de fet apareix com a signant subscrivint les actes. A més, apareix esmentat en el decret de Gundemar de l'any 610, en el qual se l'anomena venerable. Flórez destaca que es fa notar que la seva església era catòlica, senyalant que davant les torbacions provocades per Leovigild, a Toledo s'havia mantingut el dogma catòlic. Opina que el mateix any del concili va morir o bé l'any següent. Després el va succeir Exuperi.